# Bandonéon
Bandonéon is een Belgische stripreeks van scenarist Yvan Delporte en tekenaar Dino Attanasio. De strip verscheen van 1970 tot en met 1973 in het striptijdschrift Pep.

## Inhoud
De strip gaat over een eenzame romanticus die slechts vergezeld van zijn gitaar over de pampa's van Zuid-Amerika trekt. De strip is een mengeling van een avonturenstrip en een humoristische strip. Er verschenen in Pep in totaal vier verhalen:
- De held van de pampa
- De bende van La Cucaracha
- Rio Xatastrofaal
- Cañon Verona

## Albums
Alle albums zijn geschreven door Yvan Delporte en getekend door Dino Attanasio.
| Nummer | Titel                     | Jaar | Uitgever(s)      |
| ------ | ------------------------- | ---- | ---------------- |
| 0      | De bende van La Cucaracha | 1973 | Semic uitgaven   |
| 1      | De held van de pampa      | 1980 | CentriPress b.v. |
| 2      | Rio Xatastrofaal          | 1980 | CentriPress b.v. |
| 3      | Cañon Verona              | 1980 | CentriPress b.v. |

## Trivia
Een bandoneon is een klein soort accordeon met knoppen in plaats van een toetsenboord, die veel wordt gebruikt in Argentijnse tangomuziek.